# Sissel Kyrkjebø

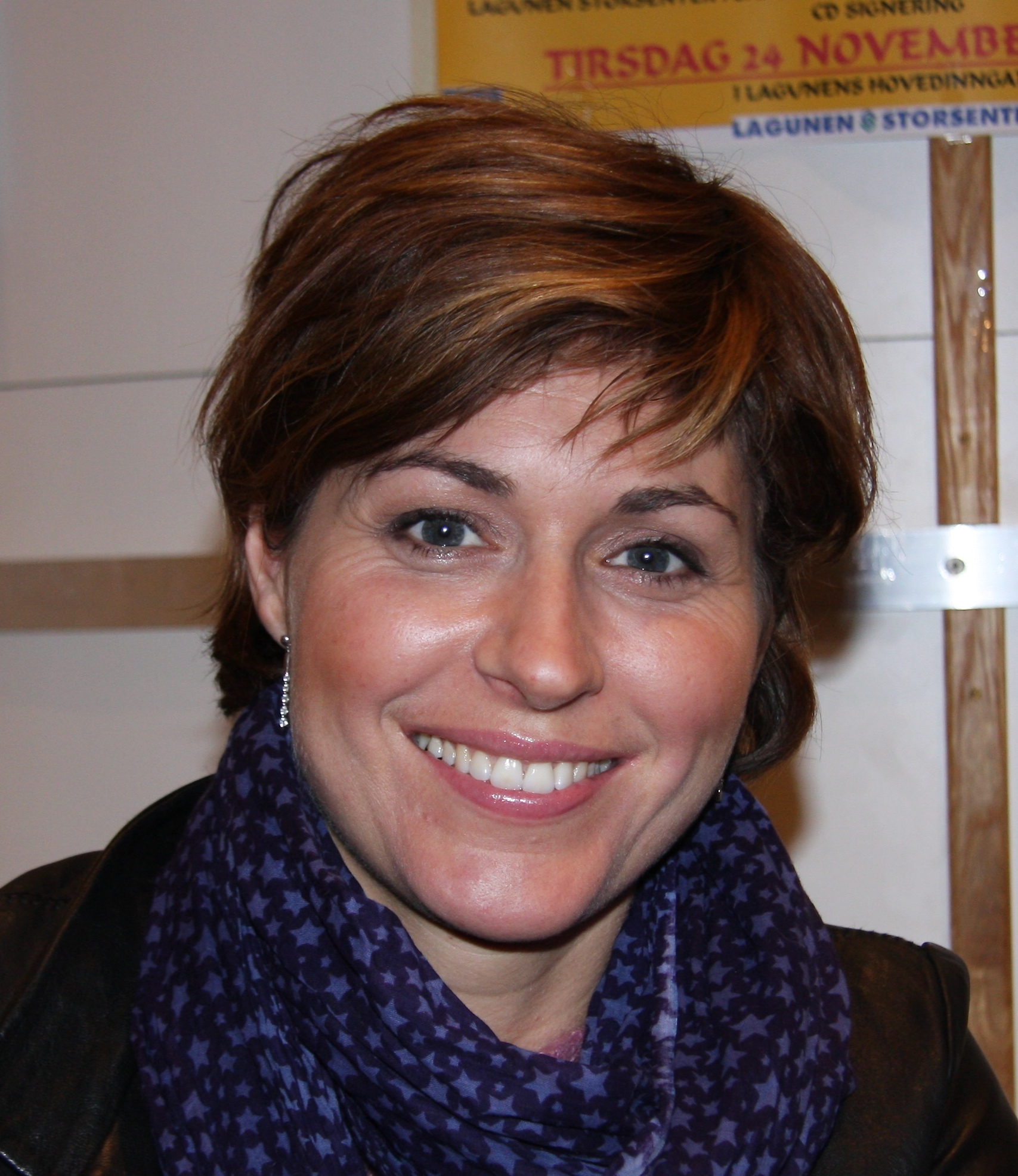
Sissel Kyrkjebø in 2009

Sissel Kyrkjebø (Bergen, 24 juni 1969) is een Noorse zangeres. Ze treedt op onder de naam Sissel.
Tijdens het Eurovisiesongfestival 1986 trad ze op als pauzeact. Ze trad tijdens de openingsceremonie van de Olympische Spelen van 1994 in Lillehammer op. In 1997 scoorde ze samen met Warren G een hit met Prince Igor The Rapsody. In 1996 kwam de single 'What Are We Made Of' uit, welke ook een soundtrack was van een Pinokkio-film. Op deze track zingt ze een duet met Brian May.

## Discografie

### Soloalbums
- De beste, 1986-2006 (2006) - Greatest Hits, Scandinavische uitgave
- Into Paradise (2006) - Amerikaanse/Britse uitgave
- Nordisk Vinternatt (2005)
- My Heart (2003)
- Sissel (2002) - Amerikaanse uitgave
- Sissel in Symphony (2001)
- All Good Things (2000)
- Fire In Your Heart (1998) - Greatest Hits, Japanse uitgave
- Innerst i sjelen of Deep Within My Soul (1994) - Britse uitgave
- Vestland, Vestland (1993) - Japanse uitgave
- Gift Of Love (1992)
- Amazing Grace (1991) - Japanse uitgaven
- Soria Moria (1989)
- Glade Jul (1987)
- Sissel (1986)

### Soundtracks
- 37 1/2 (2005)
- Vanity Fair (2004)
- The Lord of the Rings: The Return of the King  (Asëa Aranion) (2003)
- The Forsythe Saga (2002)
- Evelyn (2002)
- Flyvende Farmor (2001)
- Summer Snow (2000)
- Back to Titanic (1998)
- Long Journey Home - met The Chieftains (1998)
- Titanic (1997)
- The Adventures of Pinocchio (1996)
- De kleine zeemeermin van Disney (1990) - stem van Ariel voor de Noorse, Zweedse en Deense uitgave
- Drømmeslottet (1986)

### Kerstalbums
- Silent Night: A Christmas in Rome - met The Chieftains (1999)
- Julekonserten 10 år (1999)
- Julekonserten (1996)
- Christmas in Vienna III of Vienna Noel - met Plácido Domingo en Charles Aznavour (1995)
- Julen är här - met Tommy Körberg (1989)
- Glade Jul (1987)

### Andere albums
- Ave Maria - duet met Bryn Terfel van Bryn Terfel Sings Favorites (2003)
- Sacred Songs - met Plácido Domingo (2002)
- Vinterbarn - single uit het album Handsfree van Proffene (2001)
- Elia Rising - single uit het album Snakecharmer van Sort Sol (2001)
- Where the lost ones go - single uit het album This is pop music (2001) van Espen Lind
- Siuil A Run - single uit het album Tears of Stone van The Chieftains (1999)
- Bacchianas Brasileiras - single uit het album Everything Must Change van Gli Scapoli (1998)
- Prince Igor - met Warren G, single van The Rapsody Overture (1997)
- LIVE - met Oslo Gospel Choir (1990)
- Folket som danser - single uit het album Seculum Seculi van Sigvart Dagsland (1988)